# Misty Pass
Der Misty Pass (englisch für Nebel-Pass) ist ein Gebirgspass im Norden des Grahamlands auf der Antarktischen Halbinsel. Er verfläuft in 700 m Höhe rund 13 km südöstlich des Kap Ducorps zwischen dem Broad Valley und einem nach Norden zur Huon Bay abfallenden Tal auf der Trinity-Halbinsel. 
Das Falkland Islands Dependencies Survey kartierte das Gebiet im Jahr 1946 und benannte es nach den in östlicher Richtung über den Pass treibenden Wolken als Vorboten von schlechtem Wetter.